# Linha Belford Roxo
A Linha Belford Roxo: Central do Brasil ↔ Belford Roxo é uma das linhas da Supervia.

## Histórico
Começa na Estação Central do Brasil e acaba na Estação Belford Roxo (mais conhecida como "Bel"), passando ainda por São João de Meriti, na Baixada Fluminense. É operado pela Supervia.
Trata-se de uma linha que utiliza-se de grande parte da antiga Linha Auxiliar (Antiga Estrada de Ferro Melhoramentos do Brasil) da Estrada de Ferro Central do Brasil.
A linha ainda possui a estação Wal-Mart, entre Del Castilho e Pilares, construída há cerca de 17 anos. Essa estação, além do acesso a este hipermercado, serviria ao Norte Shopping, dada a proximidade; porém nunca entrou efetivamente em operação.
A SuperVia passou a possibilitar a integração tarifária sem custo adicional entre as estações Mercadão de Madureira e Madureira, pertencente as Japeri e Santa Cruz, através do uso do RioCard, facilitando a integração entre a Baixada Fluminense e a Zona Oeste da cidade. A linha faz integração com o metrô na Pavuna, Triagem, Maracanã, São Cristóvão e Central, e com ônibus na estação Mercadão de Madureira apenas com a utilização do RioCard.
Os trens circulam com intervalos de 23 minutos em média nos horários de maior movimento. Das linhas que seguem até a Central do Brasil, é a que representa menor demanda, especialmente em função ao paralelo que exerce com a linha 2 do Metrô. O trajeto passa por algumas áreas de grande favelização, especialmente no Jacarezinho, onde a estação se localiza dentro da favela. A ausência de integração com as linhas municipais de São João de Meriti e Belford Roxo impossibilitam o melhor aproveitamento desta linha, considerando-se que os dois municípios possuem, juntos, quase 1 milhão de habitantes.
O trecho entre a Central do Brasil e a Estação Costa Barros pertencia a antiga Linha Auxiliar (Antiga Estrada de Ferro Melhoramentos do Brasil), já o trecho entre as estações Pavuna e Belford Roxo pertencia a Estrada de Ferro Rio D'Ouro.

## Estações
| Trigrama | Estação                   | Ano de inauguração | Tempo de Percurso (min) | Comentários | Bairro          | Município                         |
| -------- | ------------------------- | ------------------ | ----------------------- | --- | --------------- | --------------------------------- |
| CBL      | Central do Brasil         | 1858               | ―                       | Integração gratuita com as linhas Santa Cruz, Japeri e Saracuruna da SuperVia e integração paga com a linha 1 e a linha 2 do Metrô.                          | Centro          | Rio de Janeiro                    |
| SCO      | São Cristóvão             |                    | 5                       | Integração gratuita com as linhas Santa Cruz, Japeri e Saracuruna da SuperVia e integração paga com a linha 2 do Metrô.                                      | São Cristóvão   | Rio de Janeiro                    |
| MNA      | Maracanã                  |                    | 7                       | Integração gratuita com as linhas Santa Cruz, Japeri e Saracuruna da SuperVia e integração paga com a linha 2 do Metrô.                                      | Maracanã        | Rio de Janeiro                    |
| TRI      | Triagem                   |                    | 9                       | Integração gratuita com a linha Saracuruna da SuperVia e integração paga com a linha 2 do Metrô.                                                             | Benfica         | Rio de Janeiro                    |
|          | Heredia de Sá             |                    | —                       | Estação desativado e demolido. Atualmente não há indício da estação.                                                                                         | Benfica         | Rio de Janeiro                    |
| JAR      | Jacarezinho               |                    | 12                      | Antiga estação Vieira Fazenda. | Jacarezinho     | Rio de Janeiro                    |
|          | Maria da Graça            |                    | —                       | Desativado e demolido, ficava perto estação de mesmo nome do metrô                                                                                           | Maria da Graça  | Rio de Janeiro                    |
| DEL      | Del Castilho              |                    | 15                      | | Del Castilho    | Rio de Janeiro                    |
|          | Walmart                   |                    | ―                       | Estação atualmente abandonada e nunca chegou a entrar em operação.                                                                                           | Cachambi        | Rio de Janeiro                    |
| PLA      | Pilares                   |                    | 18                      | Antiga estação Cintra Vidal. | Pilares         | Rio de Janeiro                    |
|          | Terra Nova                |                    | —                       | Estação desativada e demolida | Pilares         | Rio de Janeiro                    |
| TOM      | Tomás Coelho              |                    | 21                      | | Tomás Coelho    | Rio de Janeiro                    |
| CAV      | Cavalcanti                |                    | 23                      | | Cavalcanti      | Rio de Janeiro                    |
|          | Engenheiro Leal           |                    | ―                       | Estação atualmente desativada e demolida. | Engenheiro Leal | Rio de Janeiro                    |
|          | Eduardo Araújo            |                    | ―                       | Estação atualmente desativada e demolida. | Engenheiro Leal | Rio de Janeiro                    |
| MGO      | Mercadão de Madureira     |                    | 27                      | Antiga estação de Magno. Integração paga com os ônibus da cidade do Rio de Janeiro                                                                           | Madureira       | Rio de Janeiro                    |
|          | Turiassu                  |                    | —                       | Estação atualmente desativada e demolida. | Turiaçu         | Rio de Janeiro                    |
| RMA      | Rocha Miranda             |                    | 30                      | | Rocha Miranda   | Rio de Janeiro                    |
| HON      | Honório Gurgel            |                    | 32                      | | Honório Gurgel  | Rio de Janeiro                    |
| BFO      | Barros Filho              |                    | 35                      | | Barros Filho    | Rio de Janeiro                    |
| COB      | Costa Barros              |                    | 38                      | | Costa Barros    | Rio de Janeiro                    |
| PVA      | Pavuna/São João de Meriti |                    | 41                      | Integração paga com a linha 2 do Metrô. Estação Localizada no limite entre os dois municípios. Ponto de início do trecho da linha da antiga E.F. Rio d'Ouro. | Pavuna          | Rio de Janeiro São João de Meriti |
|          | Vila Rosali               |                    | 44                      | Uma das poucas estações de trem no mundo a passar junto a um cemitério (no caso, o de Vila Rosali).                                                          | Vila Rosali     | São João de Meriti                |
| AGO      | Agostinho Porto           |                    | 47                      | | Agostinho Porto | São João de Meriti                |
| CRA      | Coelho da Rocha           |                    | 49                      | | Coelho da Rocha | São João de Meriti                |
| BRX      | Belford Roxo              |                    | 53                      | Estação terminal da linha. Antigo ponto de baldeação para os extintos ramais de Tinguá, de Xerém e de Jaceruba da E.F. Rio D'Ouro.                           | Centro          | Belford Roxo                      |

## Mais
- A Eletrificação nas Ferrovias Brasileiras
- Informações sobre cada estação da Estrada de Ferro Central do Brasil, Leopoldina e outras do Brasil
- A história do trem no Rio de Janeiro
- Secretária de transportes do Rio de Janeiro
- História do trem na perspectiva de um passageiro de trem, que narra esta história, o cotidiano dos passageiros, fala do serviço da Supervia, etc...
- Catálogo do trem ROTEM[ligação inativa]